# Bouldon
Bouldon – wieś w Anglii, w hrabstwie Shropshire. Leży 29 km na południe od miasta Shrewsbury i 204 km na północny zachód od Londynu.